# Purpuricenus interscapillatus
Purpuricenus interscapillatus е вид бръмбар от семейство Сечковци (Cerambycidae) . Научното наименование на вида е валидно публикувано за първи път през 1937 г. от Плавилщиков. Разпространен е в Европа.
Бръмбарът е паразит по широколистните дървета. Purpuricenus interscapillatus се храни с видовете глог, слива, пърнар, ithaburensis (вид дъб), Rhamnus lycioides subsp. graeca. Младата ларва прокарва кръгла галерия под кората на тънките живи клонки. След това ларвата живее и какавидира в дисталната, умряла част на клона.